# Cyril Gély
Pour les articles homonymes, voir Gely.
 (décembre 2012).
Cyril Gély (né en 1968 à Boulogne-Billancourt) est un écrivain français.

## Biographie
Cyril Gély, après une école de commerce et un master en finance, entre à l'école de la rue Blanche, section comédien.
En 2003 sort sa première pièce de théâtre, Signé Dumas, au théâtre Marigny, avec Francis Perrin et Thierry Frémont. La pièce relate les relations entre Alexandre Dumas et son « nègre » Auguste Maquet. Cette pièce est reprise au théâtre La Bruyère en 2018. 
En 2011 : Diplomatie (Niels Arestrup et André Dussollier) est jouée au Théâtre de la Madeleine. Cette pièce relate la rencontre entre le général allemand Dietrich von Choltitz et le diplomate suédois Raoul Nordling, ainsi que le processus qui amène Choltitz à ne pas exécuter l'ordre de Hitler de détruire Paris en août 1944. Diplomatie  a été créée dans plus d'une quinzaine de pays et est portée à l'écran en 2014 par Volker Schlöndorff, avec les mêmes acteurs. Cyril Gély a reçu pour ce film le Grand Prix du scénario au Festival de Shanghai, et le César 2015 de la Meilleure adaptation.
Il écrit ensuite le scénario de Chocolat, avec Omar Sy et James Thierrée, réalisation Roschdy Zem. Le film raconte le destin du clown Chocolat, premier artiste noir de la scène française. Le duo de clowns formé avec George Footit va rencontrer un succès immense dans le Paris de la Belle époque. 
Son roman, Le Prix, publié en 2019 par Albin Michel, se déroule le 10 décembre 1946 au Grand Hôtel de Stockholm. Otto Hahn attend de recevoir le prix Nobel de chimie. Il est rejoint dans sa suite par Lise Meitner, son ancienne collaboratrice avec laquelle il a travaillé plus de trente ans. Mais Lise ne vient pas le féliciter, elle vient régler ses comptes. Ce roman a été en sélection finale du prix Relay des voyageurs et du prix des libraires.
Cyril Gély publie ensuite La Forêt aux Violons et le Dernier Thé de Maître Sohô, et écrit le scénario d'Une belle course, avec Line Renaud et Dany Boon.  
En 2024, Dans les yeux de Monet est créée au Théâtre de la Madeleine, avec Clovis Cornillac, Maud Baecker et Eric Prat, dans une mise en scène de Tristan Petitgirard.  
Cyril Gély  adapte au théâtre son roman Le Prix, qui relate la rencontre entre Lise Meitner et Otto Hahn à Stockholm, le jour où l'on remet le Nobel à ce dernier. La pièce est créée au Théâtre Hébertot, avec Ludmila Mikaël et Pierre Arditi, dans une mise en scène de Tristan Petitgirard, en 2025.   

## Romans
- La Traversée, Spengler, 1995
- Le Cercle de Pierre, Anne Carrière, 1997
- Poétique du Combat, Krakoen, 2009
- Toujours Libre, la saga des Saint-Quare, le Rocher, 2014
- Fabrika, Albin Michel, 2016
- Le Prix, Albin Michel, 2019
- La Forêt aux Violons, Albin Michel, 2020
- Le Dernier Thé de Maître Sohô, Arléa, 2024[5]

## Théâtre
- Signé Dumas, 2003[6], 2018[7], 2022
- La Véranda, 2008
- Diplomatie, 2011[8]
- 2 + 2, 2019
- Dans les yeux de Monet, 2024
- Le Prix, 2025

## Cinéma
- Diplomatie, scénariste, 2014[9]
- Chocolat, scénariste, 2016[10]
- Une belle course, scénariste, 2022

## Récompenses et nominations

### Théâtre
- Grand Prix du Jeune Théâtre de l'Académie Française pour Signé Dumas, 2004
- Nomination aux Molières pour Signé Dumas, 2004[11]
- Prix de la Fondation Barrière pour Diplomatie, 2011[12]
- Nomination aux Molières pour Diplomatie, 2011
- Nomination aux Globes de Cristal pour Diplomatie, 2012

### Cinéma
- Grand Prix du Scénario au Festival de Shanghai pour Diplomatie, 2014
- César du cinéma 2015 : Meilleure adaptation pour Diplomatie